# Valentín Videla
Valentín Videla (San Juan, 9 de diciembre de 1818 - 13 de diciembre de 1872) fue un hacendado y político argentino, que ejerció el gobierno de la provincia de San Juan entre 1871 y 1872, año en que fue asesinado.

## Biografía
Era hijo de Clemente Videla e Isabel Lima, y heredó de sus padres una gran fortuna; estaba casado con María de Jesús Maradona, hija del exgobernador y posteriormente sacerdote Timoteo Maradona.
Perteneció al Partido Unitario y formó parte del movimiento que organizó la revolución que en el año 1860 terminó con el asesinato del gobernador José Antonio Virasoro. Fue ministro de los gobernadores Francisco Coll y Antonino Aberastain, y permaneció en la capital cuando este último se puso al frente del ejército provincial en la batalla de Rinconada del Pocito, que costaría la vida al gobernador. No figura en ninguna participación política, por lo que se supone que huyó de la provincia, regresando a la misma con la invasión de 1862 de Domingo Faustino Sarmiento, de quien fue estrecho colaborador y luego su ministro de gobierno.
Posteriormente fue legislador provincial, y el 9 de febrero de 1869 fue elegido Senador nacional. Antes de ocupar ese cargo, fue nombrado nuevamente ministro de gobierno de la provincia, por el gobernador interino Ruperto Godoy.
En mayo de 1871, el gobernador José María del Carril, que se encontraba ausente en Buenos Aires, presentó su renuncia al cargo; el 17 de mayo, la legislatura eligió para sucederlo a Valentín Videla, que —a pesar de que ya se habían inaugurado las sesiones ordinarias del Congreso— se encontraba aún en su provincia. Si bien el cargo fue inicialmente a título de interino, el 2 de julio del mismo año fue confirmado como gobernador titular.
Durante su gestión, la provincia, que había sido duramente golpeada por las guerras civiles, se mantuvo en paz. Reglamentó las actividades sociales con intención de que se mantuviera la moral pública, inauguró una "casa de baños", transformó las Juntas de Irrigación provinciales en Juntas Municipales, con lo cual se inauguró la administración municipal en la provincia. Hizo aprobar varias leyes de fomento agrario, una Ley de Bancos —aunque no existía ninguno en San Juan— y una ley de seguridad interna que le permitía endurecer la represión de delitos y conspiraciones sin declarar el estado de sitio.
En la madrugada del 13 de diciembre de 1872, su cuerpo sin vida fue encontrado en una vereda céntrica de la capital provincial; su cráneo había sido destrozado a golpes. Fue sucedido por el Jefe de Policía de la provincia, Benjamín Bates, amigo personal del titular.
La investigación terminó con la acusación contra Vicente García Aguilera, un chileno que dirigía el Colegio secundario de la ciudad, y como ejecutores fueron acusados algunos montoneros del grupo de Santos Guayama; el juicio se complicó con la huida a Chile de casi todos los acusados, y el único acusado que purgó una larga pena, finalmente fue liberado sin condena.